# Kreis Echallens
| Kreis Echallens           | Kreis Echallens     |
| Basisdaten                | Basisdaten          |
| ------------------------- | ------------------- |
| Staat:                    | Schweiz             |
| Kanton:                   | Waadt (VD)          |
| Bezirk:                   | Echallens           |
| Hauptort:                 | Echallens           |
| Fläche:                   | 46,68 km²           |
| Einwohner:                | 13'019 (31.12.2023) |
| Bevölkerungsdichte:       | 282 Einw. pro km²   |
| Aufgehoben am:            | 31. Dezember 2006   |
| Karte                     |                     |
| Karte von Kreis Echallens |                     |

Der Kreis Echallens (französisch Cercle d’Échallens) war bis zum 31. August 2006 eine Verwaltungseinheit des Bezirks Echallens im Kanton Waadt in der Schweiz. Sitz des Kreisamtes war Echallens.
Der Kreis umfasste zehn Gemeinden und war 46,68 km² gross. Die Gemeinden des ehemaligen Kreises zählten Ende 2023 13'019 Einwohner.
| Wappen                | Name der Gemeinde     | Einwohner (31. Dezember 2023) | Fläche in km² | Einw. pro km² |
| --------------------- | --------------------- | ----------------------------- | ------------- | ------------- |
| Assens                | Assens                | 1'177                         | 5,35          | 220           |
| Bioley-Orjulaz        | Bioley-Orjulaz        | 526                           | 3,11          | 169           |
| Echallens             | Echallens             | 6'570                         | 6,66          | 986           |
| Eclagnens             | Eclagnens             | 146                           | 2,14          | 68            |
| Etagnières            | Etagnières            | 1'173                         | 3,78          | 310           |
| Goumoens-la-Ville     | Goumoens-la-Ville     | 660                           | 7,27          | 91            |
| Goumoens-le-Jux       | Goumoens-le-Jux       | 43                            | 1,29          | 33            |
| Oulens-sous-Echallens | Oulens-sous-Echallens | 598                           | 5,87          | 102           |
| Saint-Barthélemy      | Saint-Barthélemy (VD) | 829                           | 4,12          | 201           |
| Villars-le-Terroir    | Villars-le-Terroir    | 1'297                         | 7,09          | 183           |
| Total (10)            | Total (10)            | 13'019                        | 46,68         | 282           |